# 高ヶ坂
高ヶ坂（こがさか）は、東京都町田市の地名。現行行政地名は高ヶ坂一丁目から七丁目（住居表示区域）。郵便番号は194-0014。
地名の読み方について、現地ではこうがさか、こがさかのいずれにも読まれてきたが、2014年7月の住所整理実施に伴い、正式な読み方がこがさかであることが明らかにされた。

## 地理
町田市中部に位置する。東は西成瀬、成瀬、南成瀬、西は原町田、南は金森東、北は南大谷と接している。
高ヶ坂三丁目には、東京都住宅供給公社の集合住宅「高ヶ坂住宅」が存在する。

### 河川
- 恩田川

### 地価
住宅地の地価は、2014年（平成26年）1月1日の公示地価によれば、高ヶ坂字五号811番1外の地点で15万6000円/m2となっている。

## 歴史

### 地名の由来
「こうが」は「コゲ」「コウゲ」（芝地のこと）から来ているので、高ヶ坂は芝地の坂を意味する、という説がある。

### 沿革
- 1868年（明治6年） - 高ヶ坂村が武蔵知県事に属す。その後同年末までに東京府となるものの、多摩地域が横浜に居住する外国人の遊歩区域であるとの神奈川県知事陸奥宗光の上申により神奈川県に移管される。
- 1873年（明治6年）5月1日 - 区番組制により第八区二番組となる。
- 1874年（明治7年）6月15日 - 大区小区制により、第八大区二小区となる。
- 1878年（明治11年）7月22日 - 郡区町村制施行。神奈川県南多摩郡高ヶ坂村となる。
- 1884年（明治17年）7月5日 - 連合戸長役場制により、高ヶ坂村、金森村、鶴間村、成瀬村、小川村が5ヶ村連合となる。連合戸長役場は鶴間村に置かれる。
- 1889年（明治22年）4月1日 - 町村制施行。高ヶ坂村と鶴間村・金森村・成瀬村・小川村が合併し、南多摩郡南村大字高ヶ坂となる。
- 1893年（明治26年）4月1日 - 神奈川県のうち、西多摩郡、南多摩郡、北多摩郡を東京府に移管。東京府南多摩郡南村大字高ヶ坂となる。
- 1943年（昭和18年）7月1日 - 東京都制により、東京都南多摩郡南村大字高ヶ坂となる。
- 1954年（昭和29年）4月1日 - 町田町と南村が対等合併する。町田町大字高ヶ坂となる。
- 1958年（昭和33年）2月1日 - 町田町、忠生村、鶴川村、堺村の1町3村が対等合併し、市制施行。町田市高ヶ坂となる。
- 1964年（昭和39年）6月1日 - 高ヶ坂、原町田、南大谷、森野、金森のそれぞれ一部で住居表示を実施、原町田一〜六丁目を新設。
- 2012年（平成24年）10月8日 - 高ヶ坂、金森、原町田の一部で住居表示を実施。金森東一〜四丁目を新設。
- 2014年（平成26年）7月21日 - 高ヶ坂、原町田、南大谷、成瀬の一部で住居表示を実施し、高ヶ坂一～七丁目を新設。

## 世帯数と人口
2018年（平成30年）1月1日現在の世帯数と人口は以下の通りである。
| 丁目         | 世帯数    | 人口     |
| ------------ | --------- | -------- |
| 高ヶ坂一丁目 | 163世帯   | 355人    |
| 高ヶ坂二丁目 | 674世帯   | 1,502人  |
| 高ヶ坂三丁目 | 1,412世帯 | 2,521人  |
| 高ヶ坂四丁目 | 565世帯   | 1,433人  |
| 高ヶ坂五丁目 | 516世帯   | 1,250人  |
| 高ヶ坂六丁目 | 411世帯   | 1,076人  |
| 高ヶ坂七丁目 | 1,077世帯 | 2,477人  |
| 計           | 4,818世帯 | 10,614人 |

## 小・中学校の学区
市立小・中学校に通う場合、学区は以下の通りとなる。
| 丁目         | 番・番地等 | 小学校                 | 中学校                 |
| ------------ | --- | ---------------------- | ---------------------- |
| 高ヶ坂一丁目 | 全域 | 町田市立町田第二小学校 | 町田市立町田第二中学校 |
| 高ヶ坂二丁目 | 1～8番 9番36号・40～41号 12番1～6号・8～11号 13～27番 28番1～2号・4号・7～12号 28番15～17号・21～24号 29～31番                                         | 町田市立町田第二小学校 | 町田市立町田第二中学校 |
| 高ヶ坂二丁目 | 9番1～4号・6～7号 9番10～11号・15号・17号 9番19～22号・24～28号 9番31～34号・37～39号・46号 9番49号、10～11番 12番12～13号 28番3号・25～28号、32～43番 | 町田市立高ヶ坂小学校   | 町田市立町田第二中学校 |
| 高ヶ坂三丁目 | 20番19～24号、26番10～18号 27番、29～30番 | 町田市立高ヶ坂小学校   | 町田市立町田第二中学校 |
| 高ヶ坂三丁目 | 1番1号・33号・35～36号 | 町田市立町田第二小学校 | 町田市立町田第二中学校 |
| 高ヶ坂三丁目 | 1番14号・17～20号・23～25号 1番27～29号・31号、2～19番 20番2～8号・10号・15～16号 20番26号、21～25番 26番1～2号、28番、31～37番                        | 町田市立町田第六小学校 | 町田市立町田第二中学校 |
| 高ヶ坂四丁目 | 1～34番 | 町田市立南大谷小学校   | 町田市立南大谷中学校   |
| 高ヶ坂四丁目 | 35～37番 | 町田市立高ヶ坂小学校   | 町田市立町田第二中学校 |
| 高ヶ坂五丁目 | 26番11～12号 | 町田市立町田第六小学校 | 町田市立町田第二中学校 |
| 高ヶ坂五丁目 | 1～25番、26番1～2号・4～5号 26番19号・30号・33号 27～31番                                                                                              | 町田市立高ヶ坂小学校   | 町田市立町田第二中学校 |
| 高ヶ坂六丁目 | 全域 | 町田市立高ヶ坂小学校   | 町田市立町田第二中学校 |
| 高ヶ坂七丁目 | 1番4～8号・10号・12号 2～43番 | 町田市立高ヶ坂小学校   | 町田市立町田第二中学校 |
| 高ヶ坂七丁目 | 1番14号・16～20号 1番23号・30号 | 町田市立南第三小学校   | 町田市立南中学校       |

## 交通

### 鉄道
小田急小田原線・JR横浜線の町田駅、もしくはJR横浜線の成瀬駅が最寄り駅である。

### 路線バス
神奈川中央交通により、以下の路線が運行されている。
- 「高ヶ坂団地」バス停留所から町田バスセンター行きがある。
- 「高瀬橋」バス停留所などから町田バスセンター行き、成瀬駅行き、長津田駅北口行きなどがある。

### 道路
- 神奈川県道・東京都道140号川崎町田線（成瀬街道）

## 施設
教育
- 小学校
  - 町田市立高ヶ坂小学校

警察
- 町田警察署高ヶ坂駐在所

郵便局
- 町田高ヶ坂郵便局

商業
- スギ薬局町田高ヶ坂店

公園
- 町田市立芹ヶ谷公園
  - 芹ヶ谷公園グラウンド
- 町田市立松葉公園

神社・寺
- 熊野神社
- 祥雲寺

史跡
- 高ヶ坂石器時代遺跡